# Stoßaxt

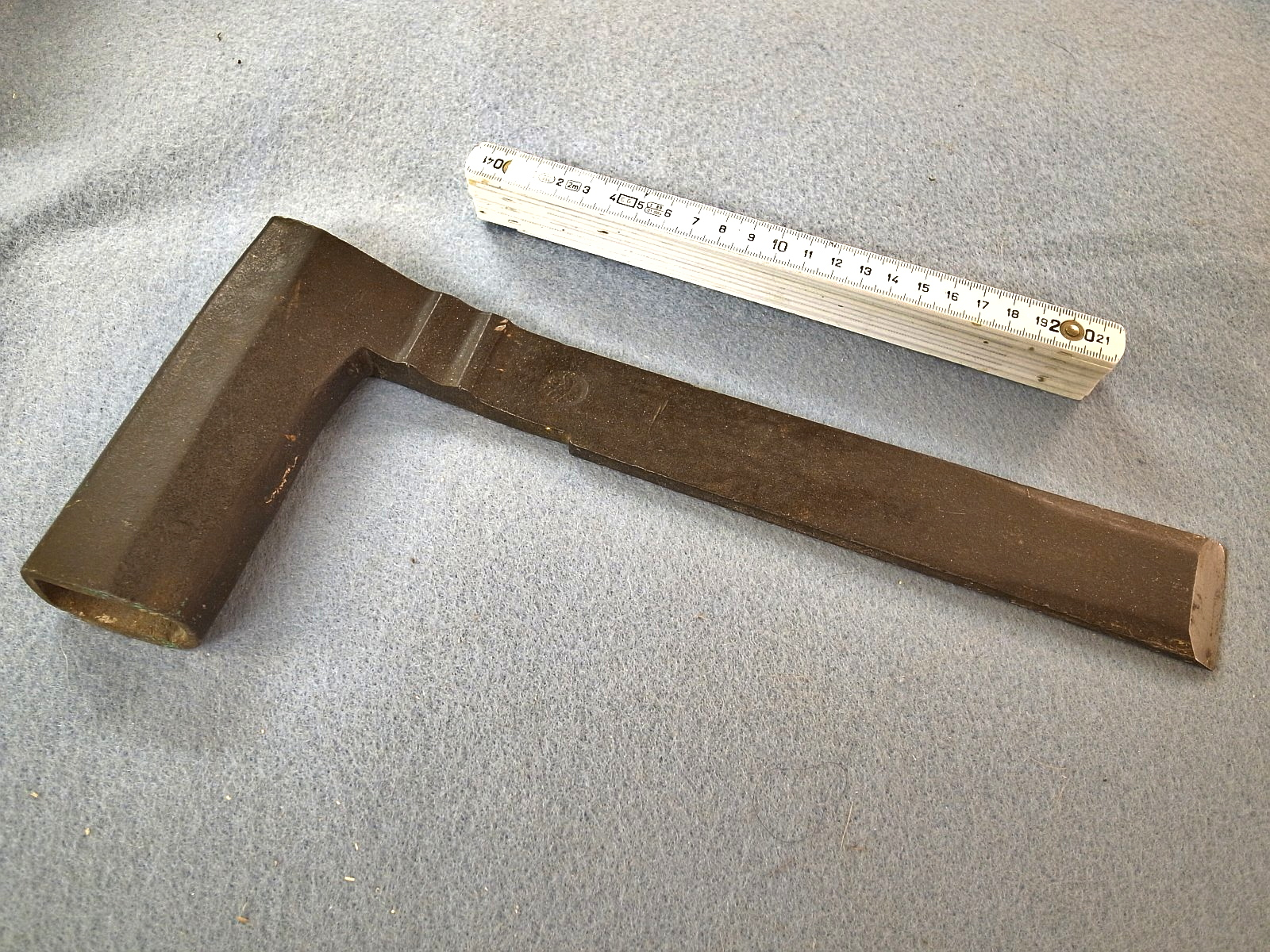
Stoßaxt

Eine Stoßaxt ist ein Werkzeug des Zimmerers. Es ist eine Mischung aus Stemmeisen und Axt oder Beil und gehört zum „Stemmzeug“.
Sie besteht aus dem Handgriff, dem Blatt und der Klinge die aus der Schneide (mit einem Keilwinkel von 20° bis 25°) und den seitlichen Fasen die auch als Schneiden ausgeführt sein können.
Die Verwendung als Axt im Zimmerhandwerk, bei der ein Holzstiel (Axtstiel) in den Griff (Auge) eingesetzt wurde, um damit Löcher ins Holz zu schlagen, ist heute kaum noch zu finden. In dem Namen erkennt man diesen Verwendungszweck allerdings noch. Mit der Stoßaxt werden mit dem Beil gespaltene Holznägel glattgeputzt  und ein Ende auf den halben Querschnitt verjüngt.
Die Stoßaxt wird darüber hinaus, bei der Herstellung von Holzverbindungen, für das Abspalten von Abfallholz, Glattputzen von Flächen, Anfasen von Zapfen und Putzen von handgestemmten Zapfenlöchern verwendet. Im kleinen Umfang kann mit ihr auch Rinde von der Baumkante abgestoßen werden.
Unter putzen versteht man das Nacharbeiten der Flächen auf genaues Maß (auf halben Riss). Die Fläche wird so gleichmäßig bearbeitet, dass man eine glatte Fläche erhält.  Auch heute ist die Stoßaxt immer noch ein unentbehrliches Werkzeug.
Die Stoßaxt gehört zum traditionellen „Bundgeschirr“, dem persönlichen Werkzeug, welches Zimmerleute auf der Wanderschaft mit sich führen.